# 春熙院
春熙院，位于北京市海淀区圆明园中的长春园以北，是清朝“圆明五园”之一。

## 简介
圆明园鼎盛时期由五个园子组成，合称“圆明五园”。其中，圆明园、长春园、绮春园为“圆明三园”，现为圆明园遗址公园。其余两园是位于今清华大学范围内的熙春园，以及位置长期存有争议的春熙院。许多学者认为春熙院位于今北京大学校园的北部区域，“未名湖以北的镜春、朗润、鸣鹤三园一带”。但也有学者根据样式雷《圆明园以东水道图》认为春熙院应当位于长春园以北。
2017年9月，圆明园管理处发布消息称，近日中国人民大学人文学院清史研究所何瑜教授首次确认第五园春熙院位于圆明园东北角、长春园的西洋楼遗址北侧，总面积大约150亩。何瑜根据史料确定春熙院位于圆明园的东北角，南面隔着园墙便是长春园的西洋楼。春熙院在乾隆朝之前是一座赐园“淑春园”。以前学者以为位于今北京大学的淑春园后来变成了春熙院，但实际上该淑春园是和孝公主下嫁时的赐园，和春熙院无关；而长春园以北的淑春园才是御园春熙院的前身。上述两个淑春园的园名相同，但地点不同。
何瑜认为，根据清朝样式雷图档及学者考证，春熙院的前身淑春园可能是康熙帝二十四子諴亲王允祕的赐园。清朝样式雷图档中，圆明园东北角与长春园以北有个缺角，在该缺角内有湖泊和山形地势，显示此处曾是座园林。乾隆十年开始兴建的长春园，北部并未与圆明园北墙取齐，可能是因为乾隆帝要照顾叔叔諴亲王允祕，而没有收回允祕的赐园淑春园。
乾隆四十五年（1780年），已经被收归内务府的原赐园淑春园（位于长春园北），设八品苑副一人，负责该园管理。乾隆四十七年正月（1782年），奉旨将“淑春园更名春熙院”，春熙院及“圆明五园”由此形成。
嘉庆七年（1802年），嘉庆帝将春熙院赐给四女庄静固伦公主。自此，春熙院被划出整个圆明园的范围外，1780年到1802年春熙院作为“圆明五园”的组成部分仅仅存在23年。道光二年（1822年），道光帝将熙春园一分为二，分别赐给弟弟绵恺、绵忻。
乾嘉之际，春熙院北邻清河，园外河滩湿地多有野鸭、野鸟，园西顺着圆明园北墙可遥望北京西山。乾隆帝曾作《披霞榭》诗一首赞曰：“澄淡映紫碧，波谷含云绮。”春熙院有南宫门以及西宫门，南宫门内有三孔板桥，过桥便是主殿春润堂。春熙院内有两个小湖，之间连有溪水，湖中有岛。全园主要景点共十三、四处，包括春润堂、三间楼、鹤来轩、点景楼、融绿堂、凝芳轩、静香阁、披霞榭等。
春熙院早已没有任何遗迹。21世纪初，春熙院旧址已成为圆明园北墙外的二河开21号院，违建面积曾达7万平方米，2015年底该院外来人口1万余人，被称作北京市海淀区五环内的最大违建群，2017年5月底违建已全部拆除。